# مرداد ۱۳۹۰
مرداد ۱۳۹۰، پنجمین ماه سال ۱۳۹۰ خورشیدی است.

آغاز آن شنبه: ‎۱ مرداد ۱۳۹۰ (۲۳ ژوئیه ۲۰۱۱) میلادی

مطابق با ۲۱ شعبان ۱۴۳۲ قمری می‌باشد.